# ナポリ音楽院の人物一覧
ナポリ音楽院の人物一覧は、ナポリ音楽院に関係する人物の一覧記事。

## 著名な教職員

### 器楽奏者
- ジギスモント・タールベルク
- セルジオ・フィオレンティーノ
- マルコ・エンリコ・ボッシ
- フランチェスコ・マンチーニ

### 作曲家
- ニコラ・サーラ
- フランチェスコ・ドゥランテ
- ジュゼッペ・マルトゥッチ

## 卒業生

### 器楽演奏家
- ティート・アプレア
- レオナルド・デ・ロレンツォ
- セルジオ・フィオレンティーノ
- フランチェスコ・マンチーニ
- カルロ・ムニエル

### 作曲家
- レオナルド・ヴィンチ
- アントワーヌ＝フレデリック・グレスニック
- ニコラ・サーラ
- アントニオ・サッキーニ
- ウンベルト・ジョルダーノ
- ニコロ・アントニオ・ジンガレッリ
- ドメニコ・チマローザ
- フランチェスコ・ドゥランテ
- フランチェスコ・パオロ・トスティ
- ヴィンチェンツォ・ベッリーニ
- ジョヴァンニ・バッティスタ・ペルゴレージ
- ジュゼッペ・デ・マーヨ
- ジュゼッペ・マルトゥッチ
- ルッジェーロ・レオンカヴァッロ

### ポピュラー音楽・芸能・文化・スポーツ・その他
- エドゥアルド・ディ・カプア

### その他
- アントニーノ・ヴォットー
- エギスト・タンゴ
- フェデリコ・デル・クポロ
- ジュゼッペ・パターネ
- マイケル・コスタ
- フランコ・カラッチオーロ